# 艾迪爾·索烈
艾迪爾·索烈（2000年1月9日—），馬來西亞男子羽毛球運動員。

## 生涯
2017年，艾迪爾·索烈跟隨國家隊一同奪得世界青年羽毛球錦標賽的混合團體亞軍。他在個人賽中出戰男子單打項目，並在64強中以0比2不敵巴西的法布里西奥·法里亚斯。隔年的世界青年羽毛球錦標賽，他則闖進八強賽並以直落兩局敗於印度的拉克什亞·森。
2019年起，艾迪爾開始在世界羽聯第三等別賽事嶄露頭角，他先是在8月份的希臘羽毛球公開賽先盛後衰的情況下、以1比2遭到隊友林忠慶的逆轉，拿下亞軍。之後在保加利亞羽毛球公開賽的準決賽中對壘世界排名59的小托馬·波波夫、以1比2落敗，止步於四强。12月，艾迪爾首次出戰在菲律賓馬尼拉舉辦的東南亞運動會，他跟隨大隊獲得了男子團體銀牌。
2021年9月，艾迪爾入選了在芬蘭萬塔舉行的蘇迪曼盃陣容當中，并且跟隨隊伍一同拿下季軍。蘇迪曼盃之後，艾迪爾開始出征歐洲羽聯巡迴賽的賽事，並在蘇格蘭羽毛球公開賽中闖進半決賽。
2022年2月，艾迪爾再入選亞洲羽毛球團體錦標賽陣容。艾迪爾共在本賽事中出場兩次並獲得一勝一負，他先是在小組賽對戰哈薩克的阿圖爾·尼亞佐夫獲得勝利而在對陣日本的高橋洸士中落敗。最終，馬來西亞以3比0擊敗衛冕冠軍印尼，首度稱霸亞洲羽毛球團體錦標賽。12月，艾迪爾出戰馬來西亞羽毛球國際挑戰賽，他一路殺進決賽並對壘隊友賀首維。他在先勝一局的情況下，以1比2遭到逆轉，無緣冠軍。
2023年10月，艾迪爾在印尼泗水羽毛球國際挑戰賽的決賽以2比0擊敗日本的牧野桂大，奪得了他在成年職業生涯中首個國際賽冠軍，也是他升至國家後備隊五年以來的首個冠軍。接著他也在吉隆坡羽毛球大師賽上首度闖進世界羽聯世界巡迴賽級別的半決賽，最後他以兩局不敵台灣的李佳豪。
2024年9月，艾迪爾·索烈退出馬來西亞國家羽毛球隊。

## 主要比賽成績
只列出曾進入準決賽的國際賽事成績：
| 年份   | 賽事                     | 公開賽級別 | 項目     | 成績   |
| ------ | ------------------------ | ---------- | -------- | ------ |
| 2017年 | 世界青年羽毛球錦標賽     | 其他       | 混合團體 | 亞軍   |
| 2019年 | 希臘羽毛球公開賽         | 國際系列賽 | 男子單打 | 亞軍   |
| 2019年 | 保加利亞羽毛球公開賽     | 國際系列賽 | 男子單打 | 準決賽 |
| 2019年 | 東南亞運動會羽毛球比賽   | 其他       | 男子團體 | 銀牌   |
| 2021年 | 波蘭羽毛球公開賽         | 國際挑戰賽 | 男子單打 | 準決賽 |
| 2021年 | 蘇迪曼盃                 | 其他       | 混合團體 | 季軍   |
| 2021年 | 蘇格蘭羽毛球公開賽       | 國際挑戰賽 | 男子單打 | 準決賽 |
| 2022年 | 亞洲羽毛球團體錦標賽     | 其他       | 男子團體 | 冠軍   |
| 2022年 | 馬來西亞羽毛球國際挑戰賽 | 國際挑戰賽 | 男子單打 | 亞軍   |
| 2023年 | 印尼泗水羽毛球國際挑戰賽 | 國際挑戰賽 | 男子單打 | 冠軍   |
| 2023年 | 吉隆坡羽毛球大師賽       | 超級100賽  | 男子單打 | 準決賽 |
| 2024年 | 馬來西亞羽毛球國際挑戰賽 | 國際挑戰賽 | 男子單打 | 準決賽 |
| 2024年 | 印尼泗水羽毛球國際挑戰賽 | 國際挑戰賽 | 男子單打 | 準決賽 |
| 2024年 | 印尼泗水羽毛球大師賽     | 超級100賽  | 男子單打 | 亞軍   |
| 2025年 | 斯里蘭卡羽毛球國際挑戰賽 | 國際挑戰賽 | 男子單打 | 冠軍   |
| 2025年 | 中國瑞昌羽毛球大師賽     | 超級100賽  | 男子單打 | 準決賽 |

| 2018-2026年 | 總決賽 | 超級1000賽 | 超級750賽 | 超級500賽 | 超級300賽 | 超級100賽 | 國際挑戰賽 | 國際系列賽 | 未來系列賽 | 其他 |